# Mamadou Diocou
Mamadou Lamine Diocou Soumare (* 10. März 2000 in Fassada, Senegal) ist ein spanischer Handballspieler, der auf der Spielposition rechter Außenspieler eingesetzt wird.

## Vereinskarriere
Mamadou Diocou zog mit seiner Familie im Alter von neun Jahren ins spanische Alcalá de Henares. Dort kam er durch die Schule zum Handball und zum örtlichen Verein CD Iplacea. Diocou durchlief in der Folge sämtliche Jugendmannschaften des spanischen Rekordmeisters FC Barcelona. In der Saison 2018/19 gab er sein Debüt in der 1. Mannschaft in der Liga ASOBAL, die er mit den Katalanen 2019, 2020 und 2021 gewann. International bestritt er seine ersten beiden Pflichtspiele in der EHF Champions League 2019/20, beim Gewinn der Königsklasse 2020/21 folgten fünf weitere einschließlich des Viertelfinalrückspiels. Da ihm hinter den etablierten Aleix Gómez und Blaž Janc wenig Aussicht auf ausreichende Spielzeit winkte, wurde er ab der Saison 2021/22 für zwei Jahre an den deutschen Bundesligisten Rhein-Neckar Löwen ausgeliehen. Die Leihe wurde im Februar 2022 vorzeitig aufgelöst. Anschließend wurde er von Barcelona bis Sommer 2023 an CB Ciudad de Logroño ausgeliehen. Im Januar 2023 wechselte er zum portugiesischen Verein FC Porto.

## Nationalmannschaft
Diocou bestritt 45 Länderspiele (182 Tore) für die spanische Jugendnationalmannschaft, mit der er 2016 und 2018 an der U-18-Handball-Europameisterschaft der Männer teilnahm. Bei der U-19-Handball-Weltmeisterschaft der Männer 2017 in Georgien gewann er Silber. Für die spanische Juniorenauswahl absolvierte er 21 Spiele (41 Tore) und nahm an der U-21-Handball-Weltmeisterschaft 2019 in Spanien teil.